# 宁夏回族自治区公安厅
宁夏回族自治区公安厅是宁夏回族自治区人民政府组成部门，负责领导、管理宁夏回族自治区的公安保卫工作，接受宁夏回族自治区人民政府和中华人民共和国公安部的双重领导。